# Marta Fernández Miranda de Batista
Marta Fernández Miranda de Batista (11 de noviembre de 1917 – 2 de octubre de 2006) fue la primera dama de Cuba entre 1952 y 1959, y la segunda esposa del presidente de facto de Cuba Fulgencio Batista (que lo había sido constitucionalmente entre 1940 y 1944), quien fue derrocado por Fidel Castro con la Revolución Cubana, lo que obligó a la pareja a huir del país y exiliarse permanentemente.

## Primera dama
Fulgencio Batista ya había sido presidente de Cuba, pero constitucionalmente, desde 1940 hasta 1944, cuando se casó en segundas nupcias con Marta Fernández de Batista en 1945 por poder; Batista estaba en México. Ellos se conocieron cuando Marta estaba montando bicicleta en La Habana y el auto presidencial de Batista la atropelló. Ella estuvo hospitalizada y Batista se preocupó por su salud, y después se inició una relación adúltera entre ellos; Batista estaba casado con Elisa Godínez Gómez. Marta dio a luz a Jorge Luis, su primer hijo, en 1943 casi dos años antes de su matrimonio con Batista. Tuvo algunos abortos espontáneos, y un embarazo de gemelos del que nació su hijo Roberto, pero su gemelo falleció. La pareja se mudó a los Estados Unidos en 1945. Ellos originalmente querían vivir en Palm Beach, Florida, pero fueron rechazados por la comunidad de Palm Beach. Alquilaron un coche y comenzaron a viajar hacia el norte por la U.S. Route 1 a lo largo de la costa de Florida. Después de llegar a Daytona Beach al final del día, les gustó la acogida que recibieron allí. Contrataron a un agente de bienes raíces al día siguiente, y terminaron adquiriendo una gran casa frente al río, donde vivieron sin dejar de influir en la política cubana.

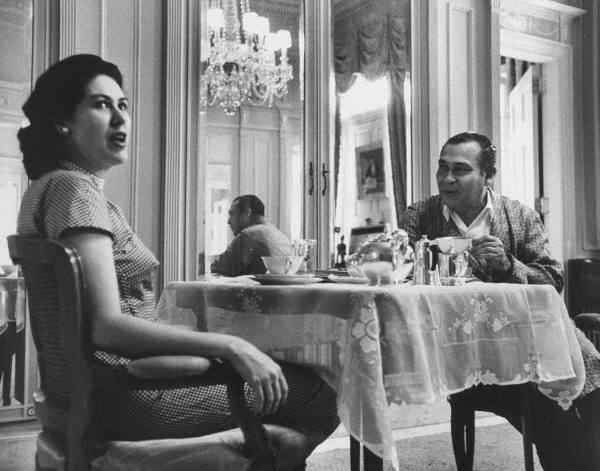
Desayunando con Fulgencio Batista, palacio presidencial, 1958.

Batista se postuló y ganó un escaño en el Senado cubano en absentia en 1948. Y, el 10 de marzo de 1952, Batista dio su segundo golpe de Estado y una vez más se autoproclamó presidente de Cuba. Eso hizo a Marta Fernández de Batista la nueva primera dama del país.
Marta Fernández de Batista se convirtió en una importante mecenas de las artes cubanas, como primera dama. Ella convenció a su marido para construir la Galería Nacional, que ahora se conoce como el Museo Nacional de Bellas Artes de La Habana. La pareja comenzó a adquirir pinturas de la época colonial y moderna cubana  para la galería.
Como parte de las jugadas políticas de Batista, este funda la Organización Nacional de Dispensarios Infantiles (ONDI), que fue dirigida por la esposa, participando así activamente en las campañas políticas para impulsar la construcción del Hospital Infantil. En ese proyecto se enclava la donación de los terrenos para la construcción del Hospital Pediátrico Universitario "José Luis Miranda" en Santa Clara, obra que no se vio materializada hasta luego del triunfo revolucionario en 1959.

## Derrocamiento y exilio
Fulgencio y Marta, sus hijos y amigos cercanos huyeron de Cuba en 3 aviones, en la madrugada del 1 de enero de 1959, para escapar de las fuerzas insurgentes de Fidel Castro. Los críticos los acusaron de llevarse 700 millones de dólares en obras de arte y efectivo en su huida, lo cual no se ha podido comprobar.
Después de ser negada su entrada a los Estados Unidos, la pareja se dirigió a la República Dominicana, antes de pasar a Portugal y, finalmente, a España. En 1973, Fulgencio Batista falleció en España de un infarto cardíaco, tras catorce años en el exilio. En su testamento, legó su casa y su colección de arte en Daytona Beach a esa ciudad. La casa de Batista allí fue utilizada brevemente como un museo, y luego se vendió en 1971, y pasó a ser una iglesia.

## Últimos años
Tras la muerte de su marido, Marta Fernández de Batista se trasladó a West Palm Beach, Florida. Vivió una vida tranquila en su casa en el área de Palm Beach durante sus últimos años, a menudo dando dinero a una serie de organizaciones médicas de beneficencia, y en mayor medida al Jackson Memorial Hospital de Miami, comprando bonos de ladrillos con inscripciones para el hospital como parte de una recaudación de fondos. El hijo de Batista, Roberto, dijo más tarde en una entrevista que «ella era muy reservada, casi solitaria, después de que mi padre murió. Tenía el don de la caridad, pero lo hizo muy privadamente».

## Deceso
En 1995 la salud de Marta comenzó a declinar después de someterse a una cirugía de cadera. Murió en su hogar de West Palm Beach a los 88 años, el 2 de octubre de 2006, de complicaciones neurológicas de su padecimiento de Alzheimer.
Le sobreviven tres de los hijos que tuvo con Fulgencio Batista, dos hijos y una hija: Jorge Luis, Fulgencio José y Marta Maluf Batista. Los otros dos hijos, Carlos Manuel, falleció en 1969 de leucemia, y Francisco Roberto falleció de cáncer de páncreas con 74 años en enero de 2022, en Madrid, España.
Su funeral se realizó en la Iglesia católica de Santa Juliana, en West Palm Beach. Fue inhumada en el Cementerio de San Isidro de Madrid, España, junto con su esposo e hijo.